# Trichoglossus
Loriquet
Genre
Trichoglossus est un genre d'oiseaux appartenant à la sous-famille des Loriinae. Caractérisées par leur silhouette plus allongée que la plupart des loris, les espèces de ce genre sont appelées Loriquet en français. Ils sont natifs d'Asie et Océanie.

## Liste des espèces
Selon la classification de référence du Congrès ornithologique international (version 14.2, 2024) :
- Trichoglossus rubritorquis – Loriquet à col rouge
- Trichoglossus chlorolepidotus – Loriquet vert
- Trichoglossus haematodus – Loriquet à tête bleue
- Trichoglossus rosenbergii – Loriquet de Biak
- Trichoglossus moluccanus – Loriquet arc-en-ciel
- Trichoglossus rubiginosus – Loriquet de Ponapé
- Trichoglossus euteles – Loriquet eutèle
- Trichoglossus capistratus – Loriquet harnaché
- Trichoglossus weberi – Loriquet de Weber
- Trichoglossus forsteni – Loriquet de Forsten